# Neuropsychiatrické fórum
Neuropsychiatrické fórum, z. s. (zkráceně NPF) je nezisková odborná společnost. Jejím hlavním cílem je rozvíjet neuropsychiatrii s jejím komplexním pohledem na výzkum mozku a jeho onemocnění. Vznikla v červnu 2011.
NPF usiluje o podporu komunikace a mezioborové spolupráce neurologů, neurochirurgů, psychiatrů, psychologů a vědců zapojených do základního výzkumu. Organizuje odborné konference a semináře, spravuje portál www.npforum.cz. Zasazuje se o zlepšení péče o pacienty, podporuje komunikaci odborné a laické veřejnosti a popularizaci problematiky neuropsychiatrie ve sdělovacích prostředcích.
V červnu 2011 uspořádalo NPF první konferenci v Kaiserštejnském paláci v Praze. Účastnilo se jí přes 200 neurologů, psychiatrů a psychologů. V přednáškách a diskusích byla řešena neuropsychiatrická témata z různých pohledů, nejčastěji očima neurologa a psychiatra. Pozornost byla věnována například porovnání ústavní a komunitní péče nebo diagnostice a léčbě demence.
Projekt Neuropsychiatrického fóra zaštítily např. Česká neurologická společnost, Česká psychiatrická společnost (obě jsou součástí ČLS JEP) a Česká neuropsychofarmakologická společnost.
K popularizaci neuropsychiatrie přispělo NPF také podílem na vydání hudebního CD „Blázinec“.
V České republice je NPF jedinou organizací, která se cíleně věnuje neuropsychiatrickým onemocněním.